# Golfo del Bahrein
Il golfo di Bahrein è un'insenatura del Golfo Persico, che bagna le coste orientali dell'Arabia Saudita e quelle occidentali della penisola del Qatar. Bagna le isole di Bahrain. 
La King Fahd Causeway attraversa il golfo di Bahrein, collegando l'Arabia Saudita e il Bahrein.